# Halamphora veneta
Halamphora veneta (syn. Amphora veneta) – gatunek okrzemek występujących w wodach brakicznych lub źródłach mineralnych, ale także w eutroficznych i politroficznych wodach słodkich.

## Morfologia
Okrzemki żyjące jako element fitobentosu. Wstawki pasa obwodowego liczne, ok. 12 w 10 μm. Kształt okryw semilancetowato-dorsiwentralny. Krawędź wentralna bardzo słabo wklęsła do prostej, krawędź dorsalna wypukła. Końce wąsko zaokrąglone i lekko ugięte ku stronie wentralnej. Długość 8–35 μm, szerokość 3,5–6,5 μm, pancerzyki 9–17 μm. Prążki wentralne co najwyżej jako proste rzędy punktów widoczne. Prążki dorsalne 18–22 w 10 μm, ku końcom jeszcze bardziej gęste, wyraźnie punktowane i na całej powierzchni okrywy promieniste. Pole osiowe po stronie dorsalnej bardzo wąskie, po stronie wentralnej szersze. Pola środkowego po stronie dorsalnej brak, po stronie wentralnej nieodróżnialne od pola osiowego. Rafa prosta do słabo wygiętej ku stronie dorsalnej, razem z oddalonymi od siebie w różnym stopniu porami środkowymi.

## Ekologia
Gatunek kosmopolityczny. W Europie Środkowej bardzo częsty i często bardzo liczny gatunek, szczególnie w wodach brakicznych lub źródłach mineralnych, ale również w eutroficznych i politroficznych wodach słodkich ze średnią do podwyższonej zawartością elektrolitów, przy tym tolerancyjny aż po strefę pomiędzy α-mezosaprobową i polisaprobową. Ze względu na te preferencje jest w paleoekologii uznawany za wskaźnik podwyższonego zasolenia, które w suchym i ciepłym klimacie wiąże się z niższym poziomem wód, wskazując na suchszy okres. 
Jako epifit związany jest z rzęsami, co zaobserwowano w Europie i Kanadzie.
W polskim wskaźniku okrzemkowym do oceny stanu ekologicznego rzek (IO) nieuznany za gatunek referencyjny ani dla rzek o podłożu węglanowym, ani krzemianowym. Przypisano mu wartość wskaźnika trofii równą 3,8, natomiast wskaźnika saprobii 3,6, co odpowiada preferencjom do wód bardzo zanieczyszczonych. W analogicznym wskaźniku dla wód jeziornych (IOJ) ma przypisaną jedną z wyższych wartości wskaźnikowych indeksu trofii: 5,7.

## Gatunki podobne
Podobnym gatunkiem jest występująca w ubogich w substancje biogenne, bogatych w wapń wodach Halamphora oligotraphenta, która ma główkowate końce. Zbliżona wyglądem, jednak mająca większe rozmiary jest Halamphora paraveneta.